# Mesochorus punctipleuris
Mesochorus punctipleuris är en stekelart som beskrevs av Thomson 1886. Mesochorus punctipleuris ingår i släktet Mesochorus och familjen brokparasitsteklar. Inga underarter finns listade i Catalogue of Life.